# Longa (música)
Longa é uma Figura musical que tem duração de quatro semibreves ou duas breves. Assim como a máxima e a breve, caiu em desuso ao longo do tempo, quando os estilos passaram a mudar seus esquemas de ritmo e melodia e padronização dos compassos em unidades mais práticas (3/4 e 4/4, por exemplo) tornou seu uso gráfico impossível. Nas partituras e manuscritos de música medieval, escritos ainda sem as barras de compasso, era uma nota freqüente. Na notação musical contemporânea voltou a ser usada. Compassos que a suportam: 8/2, 16/4...

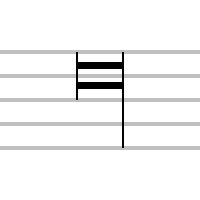
Uma longa
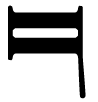
Uma longa em grafia antiga
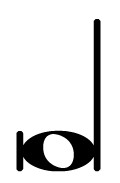
Outra maneira de se grafar a longa, usada atualmente
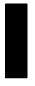
Pausa da longa